# Datia (stato)
Lo Stato di Datia fu uno stato principesco del subcontinente indiano, avente per capitale la città di Datia.

## Storia

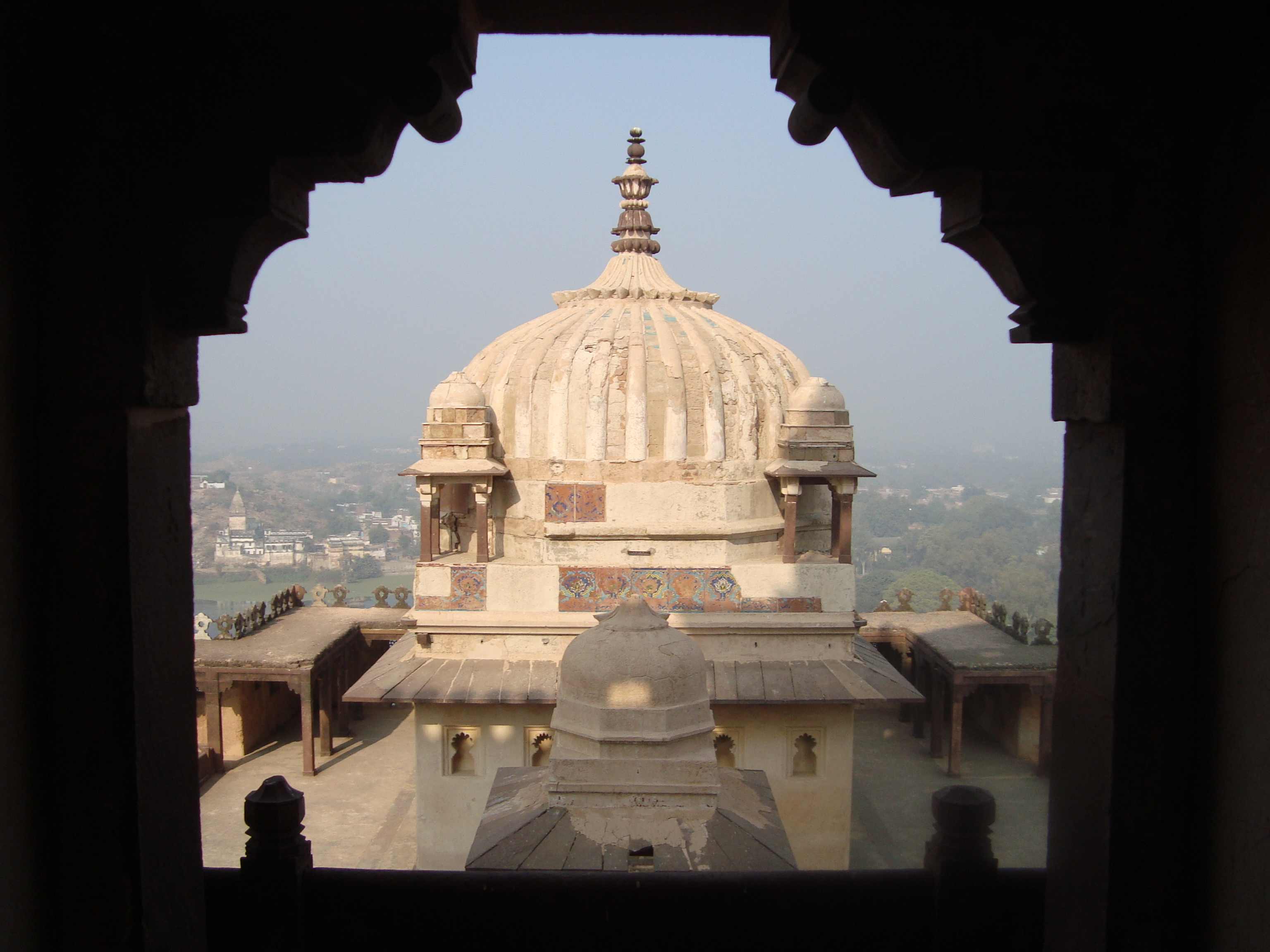
Veduta dal palazzo reale di Datia

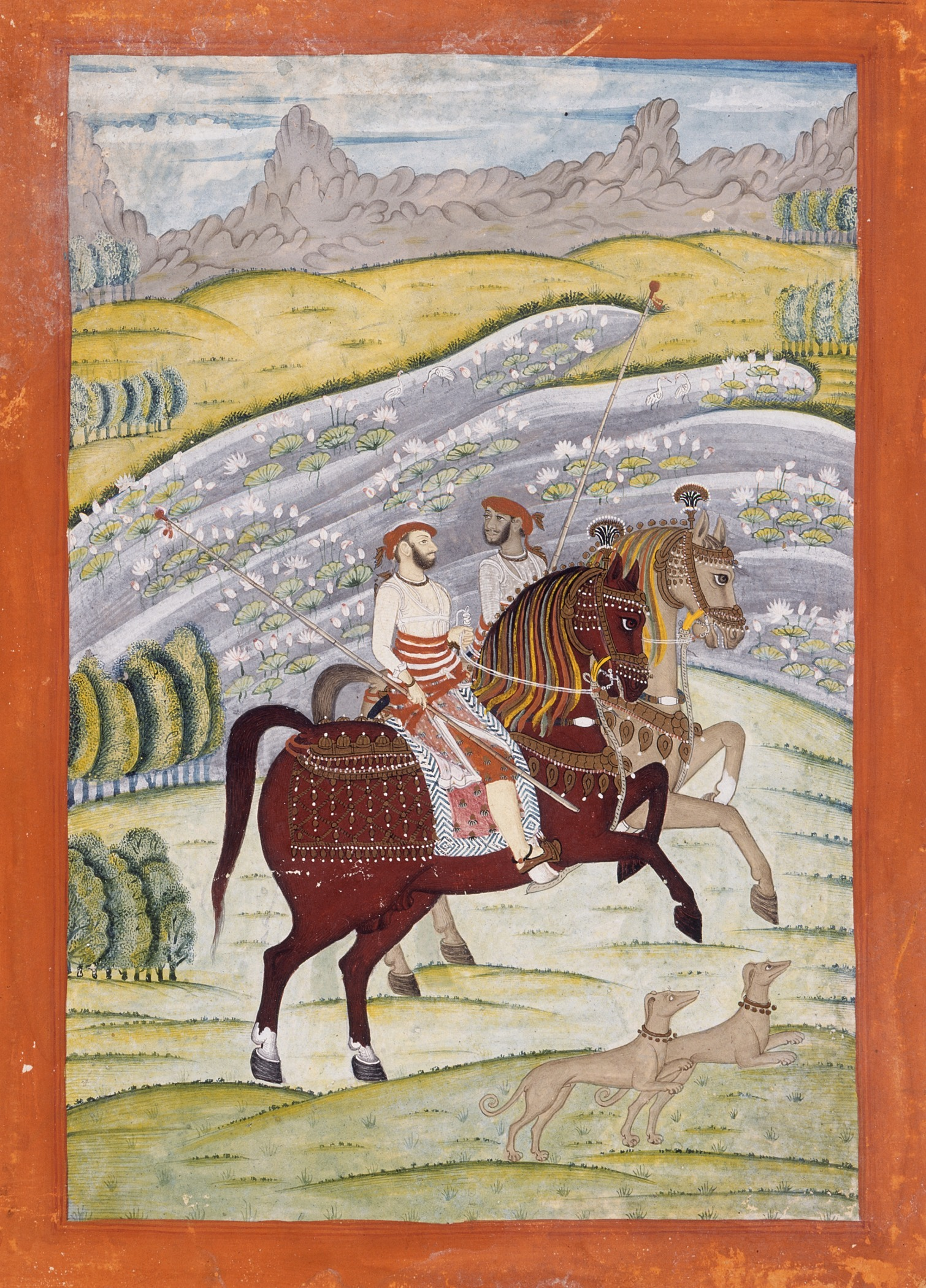
Shatrujit Singh di Datia
(r. 1762-1801

Datia venne fondato come stato indipendente nella regione del Bundelkhand nel 1626. La famiglia regnante era rajput del clan Bundela, discendenti dal figlio minore del raja di Orchha.
Secondo stime inglesi di fine Ottocento, la rendita annua dello Stato era di 200.000 sterline, ma l'economia locale e la popolazione vennero compromesse largamente dalla carestia del 1896-97, e nuovamente da quella del 1899-1900, sebbene di minore entità.
Dopo l'indipendenza indiana nel 1947, il maharaja di Datia siglò l'accordo per l'ingresso del suo Stato nell'Unione Indiana e venne unito col resto dell'agenzia di Bundelkhand per formare il nuovo Stato di Vindhya Pradesh nel 1950. Nel 1956, Vindhya Pradesh venne unito ad altre aree a formare l'attuale stato di Madhya Pradesh.

### Governanti

#### Rao
- 1706 - 1733 Rao Ramchandra Singh
- 1733 - 1762 Rao Indrajit Singh
- 1762 - 1801 Rao Shatrujit Singh

#### Raja
- 1801 - 1839 Raja Parichhat Singh
- 1839 - 20 Nov 1857 Bijai Singh
- 1857 - 1865 Bhavani Singh (n. 1846 - m. 1907)

#### Maharaja
- 1865 - luglio 1907 Sir Bhavani Singh Bahadur
- 5 agosto 1907 - 15 agosto 1947 Sir Govind Singh (n. 1886 - m. 1951)